# حماية المرضى من الإشعاع

## وقاية المرضى من الإشعاع
وقاية المرضى من الإشعاع (بالإنجليزي:Radiation protection of patients) , يتعرض المرضى إلى الإشعاعات المؤينة مثل الأشعة السينية أثناء التشخيص أو المواد الصيدلانية المشعة , حيث يتم استخدام الأشعة المنبعثة من النظائر المشعة أو مولدات الأشعاع لعلاج السرطان و الأورام الحميدة وبعض عمليات التنظير (المنظار) , كما زاد الإقبال على هذا النوع من العلاج خلال عامين ماضيين بالتالي زاد احتمال ضررالأشعة على الموظفين والمرضى .
وضعت الوكالة الدولية للطاقة الذرية (IAEA) برنامج لوقاية المرضى من الأشعة اعترافا منها بأهمية الموضوع حيث كان التركيز سابقا على وقاية الموظفين حيث تم تقليل الجرعات الإشعاعية التي يتعرض لها الموظف إلى مستوى أدنى من المستويات المقررة من قبل اللجنة الدولية للوقاية من الإشعاع (ICRP) , أيضا التركيز في الفترة الأخيرة على وقاية المريض من الإشعاع ساعدت في وضع استراتيجيات لتقليل الجرعة الإشعاعية للمريض دون إبطال مفعولها العلاجي أو التشخيصي .

## وصلات خارجية
- Radiation Protection of Patients site of the IAEA
- International Atomic Energy Agency official site